# Erin Houchin
Erin Suzanne Houchin (/ˈh aʊ tʃ ɪ n / HOW-chin) née Mount le 24 septembre 1976, est une femme politique américaine représentant le 9e district de l'Indiana à la Chambre des représentants des États-Unis depuis 2023. Membre du Parti républicain, elle représente le 47e district au Sénat de l'Indiana de 2014 à 2022.

## Jeunesse et éducation
Houchin est originaire de Salem, Indiana. Elle obtient un baccalauréat ès arts en psychologie de l'université de l'Indiana à Bloomington et une maîtrise ès arts en gestion politique de l'université George-Washington,.

## Début de carrière politique
Houchin travaille comme responsable de terrain pour le sénateur américain Dan Coats. Elle est élue pour la première fois au Sénat de l'Indiana en 2014, battant le président sortant Richard D. Young. Elle se présente à la Chambre des représentants des États-Unis pour le 9e district de l'Indiana en 2016, perdant les primaires républicaines face à Trey Hollingsworth,.

## Chambre des représentants des États-Unis

### Élections de 2022
Le 13 janvier 2022, un jour après que Hollingsworth a annoncé qu'il ne se présenterait pas à sa réélection, Houchin annonce qu'elle se présentait pour lui succéder aux élections de 2022. Le 29 janvier 2022, elle annonce sa démission du Sénat de l'État le 4 février pour se concentrer sur sa candidature au Congrès. Elle remporte la primaire républicaine, et les élections générales du 8 novembre.

### Missions des comités
Pour le 118e Congrès :
- Commission de l'éducation et de la main-d'œuvre
  - Sous-commission de la santé, de l'emploi, du travail et des retraites
  - Sous-commission sur l'enseignement supérieur et le développement de la main-d'œuvre
- Commission des services financiers
  - Sous-comité des marchés financiers
  - Sous-comité sur les actifs numériques, la technologie financière et l'inclusion
  - Sous-commission du logement et des assurances
- Commission du Règlement
  - Sous-commission du Règlement et de l'organisation de la Chambre

### Adhésions au caucus
- Republican Main Street Partnership[14]

## Positions politiques

### Ukraine
En 2023, Houchin vote pour un moratoire sur l'aide à l'Ukraine,. Elle vote ensuite pour l'interdiction d'un centre d'excellence en Ukraine qui renforce les activités de l'OTAN. La même année, Houchin fait partie des 98 républicains qui votent en faveur d'une interdiction des armes à sous-munitions en Ukraine,.

### Immigration
En 2023, Houchin vote pour un amendement qui élimine le financement de l’aide à l’immigration et aux réfugiés.

### Droits LGBT
Houchin s'oppose au mariage homosexuel.

## Vie privée
Dustin Houchin, son mari, est procureur du comté de Washington dans l'Indiana. Ils ont trois enfants. Dustin se présente comme juge à la Cour supérieure du comté de Washington en 2022. Houchin est protestante et fréquente l'église chrétienne du Mont Tabor, une église restauratrice,.